# Myristica ceylanica
Myristica ceylanica är en tvåhjärtbladig växtart som beskrevs av A. Dc. Myristica ceylanica ingår i släktet Myristica och familjen Myristicaceae. Inga underarter finns listade i Catalogue of Life.